# Lynn Okamoto
Pour les articles homonymes, voir Okamoto.
岡本倫
Œuvres principales
Elfen Lied, NONONONO, Brynhildr in the Darkness
Lynn Okamoto (岡本倫, Okamoto Rin) est un mangaka dont l'œuvre principale est Elfen lied.
À cause de son nom (Lynn [Line]), il est souvent pris pour une femme.[réf. nécessaire]

## Œuvres
- Elfen lied (エルフェンリート, Erufen Rīto?) (2002-2005)
- Digitopolis (デジトポリス, Dejitoporisu?)
- Memoria (メモリア?)
- MOL
- Flip Flap
- Lime Yellow
- Carrera
- Rejisutora (レジストラ?)
- ARUMAJU
- NONONONO (ノノノノ?) (2008-2011)
- Brynhildr in the Darkness (極黒のブリュンヒルデ, Gokukoku no Buryunhirude?) (2012-2016)
- No Control (君は淫らな僕の女王, Kimi wa Midara na Boku no Joō?) (2012-2017)
- Parallel Paradise (パラレルパラダイス, Parareru Paradaisu?) (depuis 2017)

## Hommage
- (49382) Lynnokamoto, astéroïde découvert le 12 décembre 1998 par Roy A. Tucker[2].